# Ruricius Pompeianus
Ruricius Pompeianus († 312 bei Verona) war ein spätantiker römischer Offizier.
Pompeianus war Prätorianerpräfekt des Maxentius, der im Jahr 312 über Italien und (formal) Africa herrschte. Ansonsten ist nur sehr wenig über Pompeianus bekannt, doch scheint er ein erfahrener General gewesen zu sein. 
Im Jahr 312 (wohl im Frühjahr) überquerte Maxentius’ Widersacher Konstantin mit einem kampferprobten Heer von etwa 40.000 Mann die Alpen nach Italien. Maxentius wurde von dem Vorstoß offenbar überrascht. In einer Schlacht bei Turin und wenig später bei Brescia unterlagen die Truppen des Maxentius, doch befand sich im Nordosten eine weitere Armee unter dem Befehl des Pompeianus.
Pompeianus hatte sich in Verona aufgehalten, das zu einer starken Festung ausgebaut war, als Konstantin seinen Ring um die Stadt schloss. Pompeianus konnte aber entkommen und kehrte mit weiteren Truppen zurück. Vor den Mauern Veronas kam es dann zur Schlacht. Das Resultat war ein voller Erfolg für Konstantin: Pompeianus fiel im Kampf, sein Heer gab sich geschlagen und die Stadt Verona öffnete die Tore. Damit stand Konstantin der Weg nach Süden offen, wo er am 28. Oktober 312 Maxentius in der Schlacht an der Milvischen Brücke schlug und somit Alleinherrscher des Westens wurde. 